# Андрианова, Ольга Викторовна
О́льга Ви́кторовна Андриа́нова (род. 12 июня 1949, Москва), в девичестве Коря́гина — советская легкоатлетка, специалистка по метанию диска. Выступала за сборную СССР по лёгкой атлетике в 1970-х годах, обладательница Кубка СССР, призёрка первенств всесоюзного значения, участница летних Олимпийских игр в Монреале. Представляла Москву и Вооружённые силы. Мастер спорта СССР международного класса.

## Биография
Ольга Андрианова родилась 12 июня 1949 года в Москве. Начиная с 1970 года выступала за Вооружённые силы.
Наивысших успехов в своей спортивной карьере добилась в сезоне 1976 года, когда установила свой личный рекорд в метании диска (65,26), а на чемпионате СССР в Киеве с результатом 64,68 завоевала бронзовую награду, уступив только москвичке Фаине Мельник и ленинградке Наталье Горбачёвой. Благодаря череде удачных выступлений удостоилась права защищать честь страны на летних Олимпийских играх в Монреале — в финале метания диска показала результат 60,80 метра, расположившись в итоговом протоколе соревнований на десятой строке.
За выдающиеся спортивные достижения удостоена почётного звания «Мастер спорта СССР международного класса».
После завершения спортивной карьеры в 1978—1992 годах занимала должность старшего тренера команды Вооружённых сил по метанию диска, работала тренером в Специализированной детско-юношеской школе олимпийского резерва ЦСКА по лёгкой атлетике.